# Bettina Gfeller
Bettina Gfeller (* 3. November 1969 in Basel) ist eine Schweizer Badmintonspielerin. 

## Karriere
Bettina Gfeller wurde 1989 Schweizer Meisterin im Damendoppel mit Maja Baumgartner. Drei Jahre später siegte sie erneut im Doppel, diesmal jedoch mit Silvia Albrecht an ihrer Seite.

## Sportliche Erfolge
| Saison | Veranstaltung                   | Disziplin   | Platz | Name                               |
| ------ | ------------------------------- | ----------- | ----- | ---------------------------------- |
| 1989   | Schweizer Einzelmeisterschaften | Damendoppel | 1     | Maja Baumgartner / Bettina Gfeller |
| 1992   | Schweizer Einzelmeisterschaften | Damendoppel | 1     | Silvia Albrecht / Bettina Gfeller  |